# Koi
Cá chép Koi (Nhật: 鯉 (Lý)/ こい Hepburn: Koi, "Cá chép") hay cụ thể hơn Cá chép Nishikigoi (Nhật: 錦鯉 (Cẩm Lý)/ にしきこい Hepburn: Nishikikoi, "Cá chép thổ cẩm") là một loại cá chép thường (Cyprinus carpio) đã được thuần hóa, lai tạo để nuôi làm cảnh trong những hồ nhỏ, được nuôi phổ biến tại Nhật Bản. Chúng có quan hệ họ hàng gần với cá vàng, trên thực tế kiểu cách nhân giống và nuôi loài cá này khá giống với cách nuôi cá vàng, có lẽ là do các cố gắng của những người nhân giống Nhật Bản trong việc ganh đua với cá vàng. Cá chép Koi và các hình xăm trên cá được người Nhật coi là điềm may mắn.

## Xuất xứ

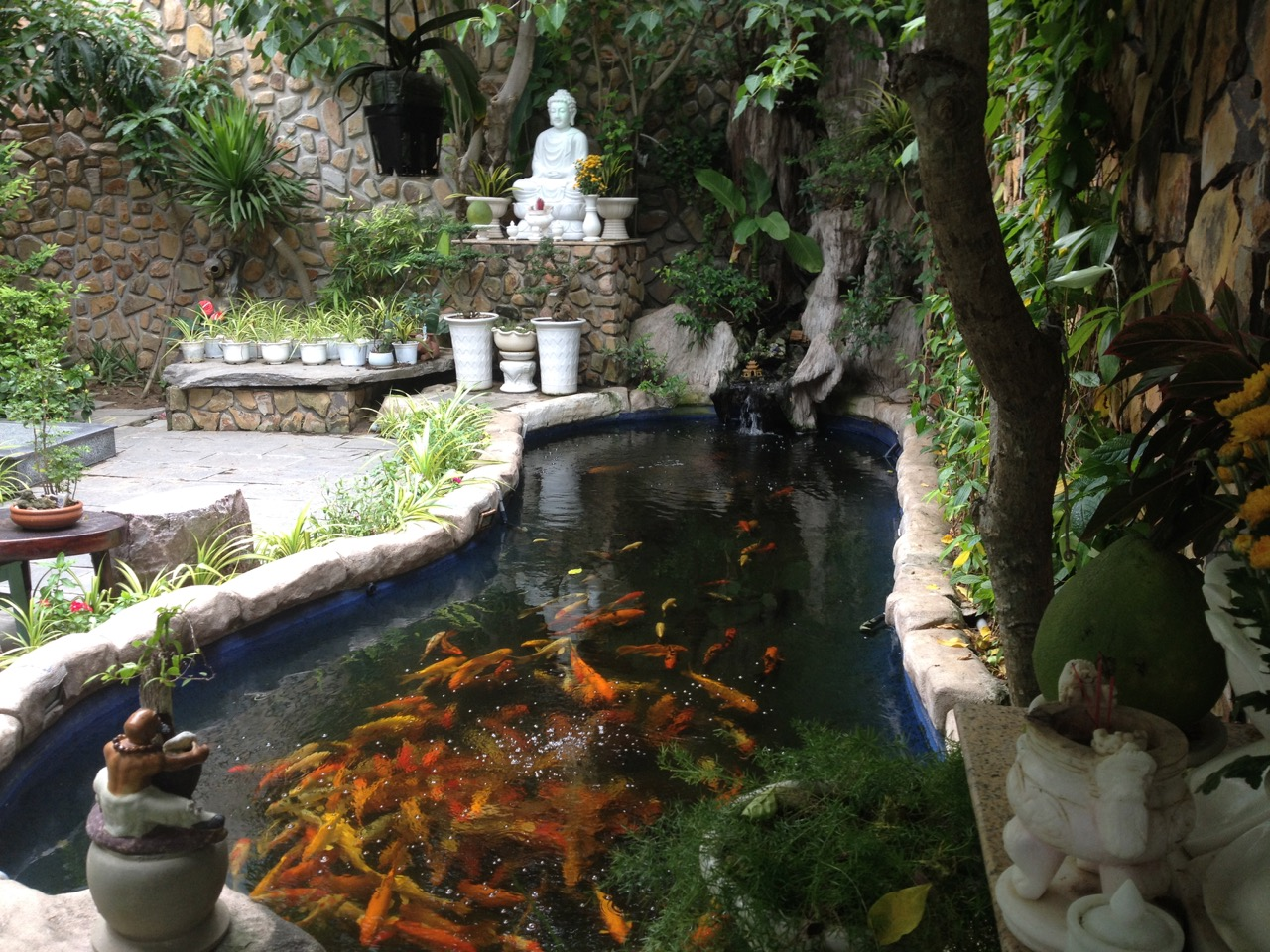
Hồ cá Koi ở Việt Nam.

Đầu thế kỷ 20, năm 1914, để tôn vinh hoàng tử Hirohito, Nhật Bản đã cho triển lãm giống cá chép Koi đầu tiên tại Tokyo và đảo Niigata chính thức được mang tên Niigata Koi. Từ đây, cá chép Nhật với 2 màu chủ đạo "đỏ và trắng" được tôn vinh và mua bán rộng rãi.
Để nghiên cứu thêm về cách lai tạo màu, sinh sản, nhân giống và nuôi dưỡng v.v. từ năm 1950, Nhật Bản đã cử các chuyên gia đến học hỏi tại Trung tâm Khoa học Kỹ thuật thuộc khoa Sinh vật trường Đại học Chicago và khoa Hóa lý thuộc Viện nghiên cứu Illinois, Hoa Kỳ.
Cá chép do người Nhật lai tạo đẹp về màu sắc và đắt giá. Do vậy, mỗi khi nhắc đến loài cá chép được lai tạo có nhiều màu sắc đẹp, người ta liên tưởng ngay đến người Nhật và thường được dùng chung một tên gọi là "cá chép Nhật". Thực ra, cá chép do Nhật Bản lai tạo có tên gọi là Nishikigoi, dịch ra tiếng Việt là cá chép nhiều màu sắc, đến thế kỷ 19 thì có thêm tên gọi KOI. Từ Koi theo tiếng Nhật là cá chép, từ đồng âm khác nghĩa là tình yêu, yêu mến.
Do cá Koi của Nhật thuộc loại xuất sắc, đắt giá và nổi tiếng, nên người Nhật đã tự đặt ra những quy cách về gam màu, tên gọi để phân biệt từng chủng loại. Bạn sẽ biết sau khi đọc.

## Chủng loại
Cá Koi được chia ra làm hai loại: Koi chuẩn và Koi bướm.
1. Koi chuẩn: Hình dáng giống như cá nguyên thủy, nhưng được pha trộn nhiều màu sắc rất đẹp (khi được nhìn từ trên xuống, dọc theo sống lưng), do đó cá Koi chỉ thật sự đẹp khi được nuôi ở ao.
2. Koi bướm: Khác với cá nguyên thủy là vi, vây và đuôi dài, khi bơi nhìn uyển chuyển rất đẹp, nên có thể nuôi được ở cả ao và hồ kiếng. Koi bướm còn có những tên gọi khác như "cá chép vây dài" hoặc "cá chép Rồng".

Từ năm 1980 Nhật Bản mới bất đầu nhân giống loại Koi bướm.

## Màu sắc

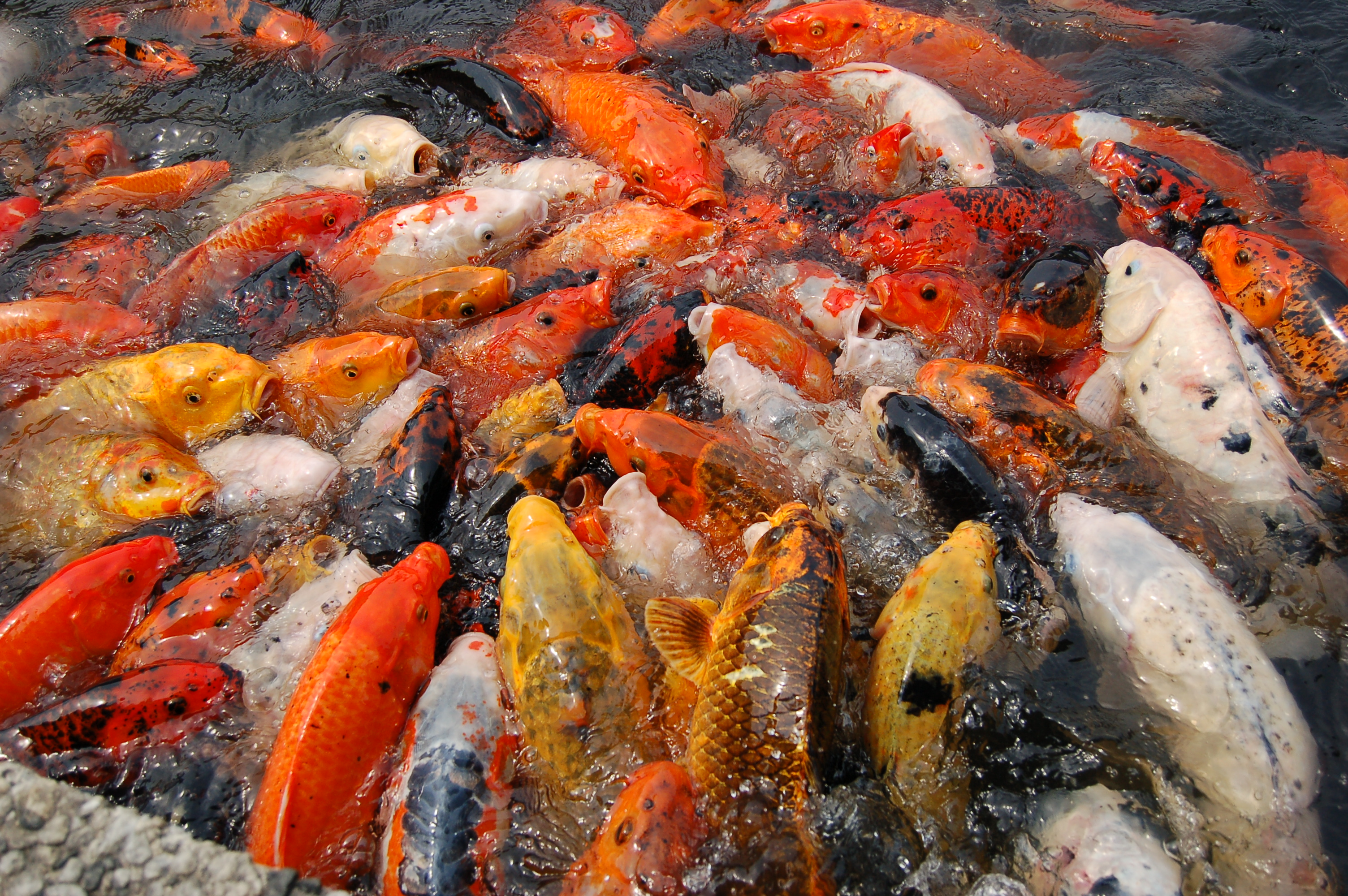
Màu sắc đa dạng của các loại cá chép Koi.

Người Nhật tin rằng những mảng màu trên mình cá chép Koi khi là những hình xăm sẽ luôn luôn mang lại sự may mắn. Tiêu chuẩn về màu được người Nhật đặt tên như sau:
1. Trắng pha Đỏ = Kohaku.
2. Trắng pha Đỏ+Đen = Showa Sanke.
3. Trắng pha Đen = Utsurimono.
4. Đen pha Trắng = Shiro Bekko.
5. Vàng pha Đen = Ki Utsuri.
6. Bạch kim hoặc Vàng kim = Kinginrin.
7. Xám bạc = Asagi
8. Trắng, trên đỉnh đầu có một vòng tròn Đỏ = Tancho.

và những giống khác như: Sanke, Ogon, Shusui, Matsuba, Chagoi, Soragoi, Karasu (crow), Taisho Sanke, Koromo, Kawarimono.
Hiện nay, không riêng gì Nhật Bản mà các nước châu Âu, châu Á cũng biết cách lai tạo giống Koi, nhưng các mảng màu và màu sắc thì khó sánh được với Koi của Nhật.

## Phân biệt
Cá chép Koi Trung Quốc và Việt Nam là giống với chép nguyên thủy và Koi Nhật, Koi Pháp có hông ngắn (nhìn ngang) đầu hơi gù...và điều đặc biệt là chỉ Koi Nhật là có màu đỏ chót như đỏ máu và đỏ ớt còn tất cả các loại Koi khác chỉ có màu đỏ cam hay cam. Màu sắc của Koi Nhật rất rực rỡ và có đường biên sắc nét, các mảng màu lớn và đều ở hai bên hông (khi nhìn từ trên xuống, dọc theo sống lưng). Riêng loại Butterfly Koi của Nhật thì vi, vây và đuôi rất dài (có khi bằng 2/3 thân) và màu thì phủ kín đuôi... Việt Nam cũng có giống Butterfly Koi màu trăng sữa, đuôi dài vừa phải, dọc trên sống lưng hàng vảy có pha chút màu đen. Khác với cá Nhật, toàn thân trắng sữa, đuôi dài hơn và đặc biệt là có một hình tròn đỏ chót ngay giữa đỉnh đầu, tượng trưng cho quốc kỳ của Nhật, giá cá này rất cao; 
Thời gian gần đây xuất hiện giống Koi có màu óng ánh như kim tuyến, nhưng chỉ có trên 2 màu là trắng vàng mà người Nhật gọi là Kinginrin.

## Kích thước

Biểu đồ chiều dài của cá theo tháng tuổi

Trước đây, cá chép Koi được xác nhận là chiều dài có thể tới 2 m (6 ft) và chúng có thể sống tới 230 năm, rồi suy giảm dần xuống theo các thế hệ. Người ta cho rằng, phần lớn cá Koi hiện nay, có thể dài tới 1 m (3 ft) và tuổi thọ từ 40 đến 60 năm tuổi. Nếu cá Koi được nuôi ở ao thì đến năm thứ 8 có thể chiều dài tối đa của cá đạt đến 1 mét. Hình dưới đây là kích thước tính bằng cm theo tháng tuổi của cá.

## Cách chọn
Trước hết, phải xác định là nuôi cá ở hồ kiếng hay hồ xi măng. Nếu là hồ kiếng thì nên chọn giống cá Butterfly Koi (chép đuôi dài) vì chúng đẹp ở dáng thướt tha. Chọn cá nhỏ hoặc lớn đều được, khoảng từ 5 cm đến 40 cm tùy từng hồ, vì nuôi hồ kiếng cá bột lớn rất nhanh, nhưng khi phát triển đến 20 cm thì khựng lại và chậm lớn... Nếu nuôi hồ xi măng (hồ ít nhất là 6 m3) nên có hòn non bộ, một vài cây sen và súng vừa trang trí cho đẹp vừa tạo bóng mát cho cá cũng nên có vòi phun hoặc thác nước cho hòn non bộ, chủ yếu là để tạo ôxy cho cá. Để nuôi hồ xi măng nên chọn cá đã phát triển từ 20 cm trở lên, vì hồ xi măng sẽ có rất nhiều vi sinh vật vừa có lợi vừa có hại cho cá, cá nhỏ sẽ khó chống chọi lại được, cũng như sự phát triển của cá ở hồ xi măng sẽ đạt tối đa. Theo kinh nghiệm, cá bột tỉ lệ sống là 50 %, trong khi cá trên 20 cm tỉ lệ sống từ 90 đến 99 %. Vì cá nuôi trong hồ xi măng, cho nên cần chọn loại cá Standard Koi (giống cá đuôi ngắn) vì sức khỏe và đề kháng gần gấp đôi loại Butterfly. Do chỉ nhìn từ phía trên, nên màu cá là quan trọng nhất. Nên chọn cá có những mảng màu lớn và cân đối đều 2 bên, luôn có màu chủ đạo là trắng và đỏ.
Một điểm đáng chú ý nữa và cũng rất quan trọng khi chọn cá Koi là hình dáng của chúng. Nên xem xét kỹ, dáng bơi phải thẳng và uyển chuyển, không có dị tật như: phần cuối thân bị cong lên, hở mang, râu không đều (do bị cụt, mọc lại không được như cũ) và dị tật xấu nhất của cá chép là "méo miệng". Tỷ lệ méo miệng khoảng 5 %.